# Badfinger
Badfinger – walijski zespół rockowy.
W pierwotnym składzie występowali: Pete Ham, Mike Gibbins, Tom Evans i Ron Griffiths. Zespół powstał na bazie The Iveys, które zostało utworzone w 1961 roku przez Hama, Ron Griffiths i Davida „Dai” Jenkinsa w Swansea, w Walii. Grupa podpisała kontrakt z prowadzoną przez Beatlesów firmą płytową Apple w 1968 roku. W 1969 roku, Griffiths opuścił grupę i został zastąpiony przez Joey Mollanda, a zespół zmienił nazwę na  Badfinger. W 1970 roku, zespół przejął amerykański biznesmen Stan Polley jako manager. W ciągu najbliższych pięciu lat zespół nagrał kilka albumów dla Apple i intensywnie koncertował, wpadł w tarapaty w wyniku bankructwa Apple Records.
Badfinger wylansował cztery światowe przeboje w latach 1970-72: Come and Get It (napisany i wyprodukowany przez Paula McCartneya), No Matter What, Day After Day (wyprodukowany przez George’a Harrisona) i Baby Blue. W roku 2013, Baby Blue powrócił na Hot Rock Songs Billboard 100 na miejscu 14, po umieszczeniu na ścieżce dźwiękowej serialu telewizyjnego Breaking Bad. Inny utwór grupy, Without You, wykonywali również Harry Nilsson i Mariah Carey.
Zespół podpisał kontrakt z Warner Bros., ale przez machinacje finansowe Polleya wytwórnia wycofała z rynku album Wish You Were Here (siedem tygodni po premierze). Trzy dni przed dwudziestymi ósmymi urodzinami, w dniu 24 kwietnia 1975 rok Ham popełnił samobójstwo, wieszając się.
Przez kolejne trzy lata pozostali członkowie starali się z trudem odbudować swoje życie osobiste i zawodowe w trakcie procesów sądowych. Albumy Airwaves (1979) i Say No More (1981) poniosły klęskę. W dniu 19 listopada 1983 roku Evans popełnił samobójstwo przez powieszenie.

## Najważniejszy skład
- Tom Evans (1947–1983) – śpiew i gitara
- Pete Ham (1947–1975) – śpiew i gitara
- Mike Gibbins (1949–2005) – perkusja
- Joey Molland (1947–2025) – śpiew i gitara
- Ron Griffiths (ur. 1946) – gitara basowa
- Bob Jackson (ur. 1949) – gitara (zastąpił Joeya Mollanda w 1974 roku)

## Dyskografia
- Magic Christian Music (1970)
- No Dice (1970)
- Straight Up (1971)
- Ass (1973)
- Badfinger (1974)
- Wish You Were Here (1974)
- Airwaves (1979)
- Say No More (1981)
- Day after day Live 1974 (1990)
- Live at the BBC Live 1973-1974 (1997)
- Head First 1974 (2000)